# 아자라투코투코
아자라투코투코(Ctenomys azarae)는 투코투코과에 속하는 설치류의 일종이다. 아르헨티나의 토착종이다. 학명은 스페인 박물학자 아자라(Félix de Azara)의 이름에서 유래했다.